# Far til fire - på toppen
Far til fire - på toppen  er en dansk familiefilm fra 2017 instrueret af Martin Miehe-Renard efter manuskript af Lars Mering og Claudia Boderke.
Filmen er den niende i rækken af nye film (efter årtusindeskiftet). Filmens cast er også nyt i forhold de tidligere film. Martin Brygmann har tidligere været med i Far til fire, som Fars chef, men overtager rollen som Far efter Jesper Asholt.

## Handling
Far til fire på toppen handler om højdeskræk. Fars arbejde skal flytte til provinsen, og familien er nødt til at flytte med. Men de har bestemt ikke lyst til at forlade kæreste, kammerater og skole. De opfordrer derfor Far til at søge et andet arbejde. Da Far bliver indkaldt til jobsamtale, er den nye chef meget begejstret for ham. Men Far er knap så begejstret for den nye arbejdsplads, som ligger på 27. etage. Far har nemlig højdeskræk. 
Derfor lægger børnene, sammen med Onkel Anders, imidlertid en omfattende plan for at kurere Fars højdeskræk. En plan der fører familien til Norge, hvor de alle bliver bragt i livsfarlige situationer, samtidig med at en jaloux konkurrent til jobbet prøver at spænde ben for Far.

## Medvirkende
- Martin Brygmann som Far
- Thomas Bo Larsen som Onkel Anders
- Elton Rokahaim Møller som Lille Per
- Laura Lavigne Bie-Olsen som Mie
- Mingus Hellemann Hassing som Ole
- Coco Hjardemaal som Søs
- Anne Sofie Espersen som Louise
- Yrsa Bjarup Riis som Ida
- Lukas Toya som Peter
- Josefine Lindegaard som Emma
- Jacob Riising som Chef